# Simfonični metal

## Simfonični metal
Izraz za žanr, ki vklučuje elemente heavy metala in simfonije. Ti elementi zvenijo podobno kot klasična simfonija, ki jo izvaja orkester.
Žanr je še dokaj mlad. Svojo rosno pot začne leta 1996. Pod zvrstjo se podpiše skupina Therion, ki je na začetku spadala pod zvrst death metala. Združila je death ter gothic metal z orkestrom in simfonijo. Z gothic metalom dajo vpliv temačnosti in globine (oziroma višine- zaradi skoraj opernih vokalov), z death metalom pa prispevajo še čustvenost in bolj grobo glasbo. Prvi so se v živo predstavili skupaj s pravim simfoničnim orkestrom ter njihovo glasbo in s pevko, ki ima izrazit operni glas. Svoj čas je žanru sledila tudi svetovno znana skupina Apocalyptica, ki je s tremi čeli in električnimi kitarami kasneje ustvarila svoj chelo metal žanr. Vse na podlagi simfoničnega metala.
V letu 1997 skupini Within Temptation in Nightwish izdata svoj prvi album, ki je sledil trendom simfonične metal skupine Therion. Požejeta svetovno slavo, ki sta jo deležni še danes. V žanru pa, kot že rečeno, ima glavno vlogo ženski vodilni vokal. Vse tri skupine izpodrinejo moški vokal in močno poudarijo klaviature. Čeprav so se nekdaj vse skupine z »glavnim ženskim vokalom« prištevale k zvrsti gothic metala, zaradi čustvenosti in globine, ki marsikoga »zareže« v dušo, se danes definirajo bolj po zvrsti, glasbi in obliki besedil.

## Besedila
Kot že omenjeno, se je simfonični metal razvil iz gotičnega metala. Besedila naj ne bi predstavljala kakšne pomembne vloge, tako kot v klasični simfoniji, ki je bolj inštumentalna zvrst. Tu je za definicijo bolj pomembna glasba in način izvajanja. 
Kakorkoli že, besedila so zelo različna in odprta za nove ideje, torej pokrijejo širok spekter tem. So lirska in epska. Na eni strani imamo zopet teme o nesrečni ljubezni, na drugi pa so lahko tudi verske. Ena od pogostih značilnosti je tudi ta, da se besedila ne zaključijo še z nadalnjim obupom in objokavanjem, vendar se iz globine čustev vrnejo v realno življenje, ki je kruto vendar sprejemljivo in tako iz razmišljanja postane čas za spremembe.

Primer besedila simfoničnega metala:

Nightwish - Nemo (Nihče)

…

This is me for forever,

one without a name.

These lines the last endeavor,

to find the missing lifeline.

Oh how I wish

for soothing rain,

all I wish is to dream again.

My loving heart,

lost in the dark.

For hope I'd give my everything.

To besedilo je poželo svetovni uspeh. Mnogo ljudi se najde v njem, po hrepenenjih ter mislih in se tako tolažijo. Velik problem današnjega sveta je, da se ljudje ne zavedajo svojih korenin in potem zapadejo v slabo družbo, da bi se počutili kot “nekdo”, nekdo, ki nečemu pripada. Že na začetku pesmi pravi: “To sem jaz, jaz za vedno, eden od izgubljenih”. Tako je že Nekdo, ni sam, pripada “izgubljenim”, ki iščejo sanje skupaj.

## Glasba in glasbila
Glasba simfoničnega metala je sprejemljiva za široki krog občinstva. Nagovori skoraj vse, ljubitelje metala, melodike, opere, klasične in zborovske glasbe. 
Najbolj pomembno glasbilo v tem žanru so klaviature. Medtem, ko ostala glasbila izvajajo lahke dele v skladbi, klaviature predstavljajo težke in tehnično komplicirane dele.
Skupine nemalokrat uporabijo orkestre, ko igrajo v živo, da pričarajo klasično, simfonično vzdušje. Te skupine, za razliko od novodobnega metala, vodijo ženske z mezzo-sopranskim glasom v stilu opere. Vokalistke so skoraj ves čas bile pomembne v tej zvrsti in so še zdaj. Včasih ji pridružijo še moški glas, da deluje podobno kot v mračnem metalu element “Lepotica in zver”. Bobni se v tem žanru malce umaknejo in nimajo pomembne vloge.